# Rougarou
El Rougarou es una criatura legendaria en las comunidades francófonas en EU y Canadá, asociada a la noción europea del hombre lobo. 

## Etimología
Las historias de la criatura conocida como rougarou son tan diversas como las formas de decir su nombre, aunque todas ellas están conectadas a las culturas francesas a través de un derivado común, la creencia en el Loup-garou. Loup es la palabra francesa para «lobo» y garou (del fráncico: warulf) muy afín con la versión inglesa de werewolf), un hombre que se transforma en animal, Teriantropía.

## Folclor de Luisiana
El rougarou representa una variante de la pronunciación y escritura del francés original loup-garou ([lu.ɡaˈʁu]). De acuerdo a Barry Jean Ancelet, un académico experto en el folclore Cajún y profesor en la Universidad de Luisiana en Lafayette, la historia o relato del Rougarou es una leyenda común en Luisiana. Ambas palabras se usan intercambiables en la parte sur de esta región. Algunos llaman al monstruo rougarou; otros prefieren referirse a él como loup garou.
La leyenda del rougarou ha sido contada y extendida por muchas generaciones, tanto directamente por franceses asentados en Luisiana como por los inmigrantes franco-canadienses de siglos atrás.
En la leyenda Cajún, se dice que la criatura merodea los pantanos alrededor de Acadia y del área metropolitana de Nueva Orleans (Greater New Orleans), y posiblemente los campos o los bosques de las regiones. El rougarou es más a menudo notado como una criatura con un cuerpo humano y la cabeza de un lobo o perro, similar a la leyenda de hombre lobo.
Con frecuencia la historia era contada para hacer temer. Un ejemplo son las historias que decían los líderes o cabezas a los niños cajunes para que se comportaran. Otro ejemplo relata que el lobo como bestia cazaría y mataría a católicos que no siguieran las reglas de la Cuaresma. Esto coincide con las historias acerca del loup garou de los franceses católicos, donde el método para convertirse en un hombre lobo era romper estas reglas durante siete años seguidos.
Una leyenda común acerca de vampirismo, especula que el rougarou estaba bajo hechizo por 101 días. Después de ese tiempo, la maldición o hechizo era transferido de persona en persona en busca de sangre humana. Durante el día la criatura regresaba a la forma humana. Actuando cual enfermo, el humano se retraía de decirle a otros la situación por temor a ser asesinado.
Otras historias parten desde que el rougarou es un jinete sin cabeza hasta un derivado de la brujería. En la última variante, solo una bruja podría hacer un rougarou - sea convirtiéndose así misma en lobo o maldiciendo a otros con hechizos para que se logre la licantropía.

## Folclor nativo norteamericano
Como las leyendas se pasan de forma oral o contadas, sin medio escrito, las historias con frecuencia se contradicen unas a otras. Las historias del wendigo varían de tribu en tribu y de región en región, pero la causa más común del cambio está relacionada con canibalismo. 
Un ejemplo modificado, no en la leyenda original del wendigo, es que si una persona ve un rugaru o rougarou, esa persona se convertirá en uno de estos. A partir de entonces, la desafortunada víctima sería condenada a vagar en forma de este monstruo. Esta historia del rugaru lleva alguna semejanza a una versión nativa-americana de la leyenda del wendigo relatada en una corta historia por Algernon Blackwood. En la adaptación ficticia que hace Blackwood de la leyenda, ver un wendigo causaría que uno se convirtiera en uno. 
Es importante notar que el rugaru no es una palabra nativa Ojibwa, tampoco es derivada de los idiomas de las gentes vecinas a los nativos. Sin embargo, esta tiene una estrecha similitud a la palabra francesa para hombre-lobo, loup garou.
El autor Peter Matthiessen determinó que el rugaru es una leyenda separada del gigante caníbal wendigo. Mientras el wendigo era temido, el notó que el rugaru era visto como sagrado y entonado con la naturaleza y la madre tierra, de la misma forma que Pie Grande en las leyendas de hoy en día.
Aunque identificado con Pie Grande, hay poca evidencia en el folclore indígena de que sean una criatura similar.